# 矢野浩二
矢野浩二（1970年1月21日—），中文名浩歌，出生于日本东大阪市，是少数在中国大陆发展顺利的日本艺人。浩二在中国大陸除了当演员外，还曾主持电视节目。他的中国经纪公司是北京金色池塘影视文化有限公司，日本經紀公司則是奥斯卡传播。

## 生平
矢野浩二在22歲（1992年）高中毕业后在酒吧工作；1999年12月，接到了签约公司太阳音乐公司（sun music）的经纪人电话，邀其至中国大陸拍攝电视剧。之後拍了华谊兄弟投资的《永恒恋人》。
2001年，一度回日本的矢野返回中国大陸寻找机会，但連續8个月皆無工作邀約。某天，透過友人介绍，演出张黎執導的《走向共和》，這是矢野来中国的第一份正式工作。其後演出《记忆的证明》，杨阳导演並与矢野签约，成为北京金色池塘影视公司演员。2005年8月，参演的五部作品在17个电视台同时播出，渐渐在中国大陸獲得矚目。2005年於《红衣坊》、《逐日英雄》等劇中扮演日本军人。
2008年中國大陸脱口秀节目《天天向上》播出，矢野將演藝觸角擴展至娱乐节目。2008年至2012年有多部戲劇演出，並在2012年《盛宴》中扮演胡凡，這是首次扮演中国人的角色。2013年，参加日本电视台的电视剧《金田一少年之事件簿～香港九龙财宝杀人事件～》，扮演香港商人「张永福」。
2022年9月10日，矢野浩二在社交媒体新浪微博宣布，自中秋之日起启用中国姓名“浩歌”。

## 个人生活
矢野浩二的妻子是重庆人，在广告公司工作，两人是在朋友聚会上认识。结婚后，浩二的妻子辞职做了全职太太，育有一女，女儿为中國國籍。

## 作品列表（中国大陆）

### 电视剧
- 2000年 《永恒恋人》饰演：川岛〔日本人留学生〕
- 2001年 《走向共和》饰演：明治天皇
- 2002年 《烈火金钢》饰演：毛利〔日军大队长〕
- 2003年 《记忆的证明》饰演：冈田；青山洋平
- 2003年 《小兵张嘎》 饰演：斋藤〔日军间谍〕
- 2004年 《危情24小时》 饰演：老藏〔聋哑人〕
- 2004年 《张伯苓》 饰演：梅津次郎〔外交官〕
- 2004年 《野火春风斗古城》 饰演：多田一郎〔特高课顾问〕
- 2004年 《铁道游击队》 饰演：岗村〔特务队长〕
- 2005年 《红衣坊》 饰演：川上正雄〔商人〕
- 2005年 《逐日英雄》 饰演：阿部健雄〔飞行员〕
- 2006年 《大刀》 饰演：三岛明夫〔剑客〕
- 2007年 《追梦》 饰演：原田正男〔短跑名将〕
- 2007年 《我是太阳》 饰演：远藤谦一〔药理学教授〕
- 2007年 《热浪岛》 饰演：村上〔相扑经纪人〕
- 2007年 《天天好生活-走进杏林》 饰演：白石江〔整形医师〕
- 2008年 《狙击手》 饰演：芥川拓石〔狙击手〕
- 2009年 《翡翠凤凰》 饰演：小岛次郎
- 2009年 《特战先锋》饰演：岩本浩树
- 2010年 《香草美人》饰演：清水
- 2010年 《养母》饰演：程南山
- 2012年 《大营救》饰演：大野
- 2012年 《浮沉》饰演：土井
- 2013年 《盛宴》饰演：
- 2013年 《烽火双雄》饰演：
- 2014年 《战神》饰演：西里俊治
- 2015年 《天使的城》饰演：麥克白
- 2015年  《少帅》饰演：菊池
- 2016年  《青年旅舍》饰演：藤田(客串)
- 2017年 《九州·海上牧云记》饰演：南枯祺
- 2018年《龙探》(網絡劇)饰演 李辉耀
- 2019年《反骗天下》(網絡劇)饰演 神秘人
- 2020年《了不起的儿科医生》饰演 井上清志
- 2021年《HOT MOM!》
- 2022年《了不起的D小姐》(網絡劇)饰演：中田
- 2024年《哈爾濱1944》饰演：淺野大吾
- 待播  《太白传奇》(2009年拍攝)饰演：晁衡
- 待播  《烈马长风》(又名:金戈铁马)饰演：山田

### 电视电影
- 2009年 《杨成武强攻东团堡》 饰演：甲田〔日本军官〕

### 电影
- 2009年《东风雨》
- 2009年《熊猫大侠》饰演：二麻子
- 2011年《李献计历险记》饰演：梅元大悟
- 2011年《月色狰狞》饰演：山崎
- 2011年《疯狂的GPS》饰演：藤井
- 2014年《最佳嫌疑人》饰演：浩二
- 2014年《皮城风云》饰演：付科长
- 2016年《恋爱教父之三个坏家伙》饰演：藤泽
- 2016年《铁道飞虎》饰演：佐佐木
- 2019年《为国而歌》
- 2019年《王者聯盟》(網絡電影)饰演：调查科长
- 2020年《斩风刀》(網絡電影)
- 2022年《暴走财神3》(網絡電影)

### 主持节目
- 2008.08 　   东方卫视《全球十大世博城市卫星双向传送大型系列节目》-“城市，让生活更美好”（主持）
- 2008.09　　湖南卫视《天天向上》(主持 9/4， 9/12， 9/19， 9/26)
- 2008.11 　   北京卫视《名人堂》(嘉宾主持)
- 2009.01　　湖南卫视《天天向上》(主持　1/16, 1/23)
- 2009.01　　湖南卫视《春节晩会》“天天向上　天天講礼！”
- 2009.02　　湖南卫视《天天向上》(主持　2/6 , 2/13, 2/20, 2/27)
- 2009.03　　湖南卫视《天天向上》(主持　3/6 , 3/13, 3/20, 3/27)
- 2009.03　　湖南卫视《金鷹訪談》
- 2009.03　　《CHINA.COM- 中国訪談》
- 2010.03   东方卫视《欢聚世博 日本参赛》(主持)
- 2013.03　   湖南卫视《新聞当事人》
- 2014.11　   CCTV-4《外国人在中国》
- 2015.04　   江苏卫视《一站到底》

### 获奖
- 2009年1月 - 《新周刊》主宰 “2008年度･最优秀娱乐主持奖”
- 2011年1月 - 人民日报国际版《环球时报-GLOBAL TIMES-》主宰 “2010年度･最优秀外国人演员奖”
- 2012年12月 -网易“2012年度十大博客(体育娱乐部门)
- 2014年12月-百度关键词调查 关于日本的调查「男性艺人」部门 第2名

## 作品列表（日本）

### 电视剧
- 1997年 《你的人生》
- 1998年 《恶名兄弟蝮蛇》饰演：吉田辰夫
- 1998年 《圣人的行进》饰演：警察
- 1999年 《新闻小姐霞凉子》饰演：警察
- 1999年 《孩子们的雨伞》饰演：后藤武雄
- 1999年 《突然有一天》饰演：井上
- 1999年 《耀眼的季节》饰演：庄司
- 1999年 《纯情警察》饰演：若村守
- 1999年 《医生》饰演：丸太
- 2000年 《女保安员二层堂雪的虚荣心》饰演：警察
- 2013年 《金田一少年之事件簿～香港九龙财宝杀人事件～》，饰演：张永福
- 2015年12月22日《黒蜥蜴（日语：黒蜥蜴）》特別劇（關西電視台，江戶川亂步死後50周年紀念），饰演：磯沼
- 2016年4月《警視廳搜查一課長（日语：警視庁・捜査一課長）》（朝日電視台），饰演 武藤弘樹。
- 2016年5月28日特別篇《Golden Woman》（朝日電視台），饰演 石田晃嗣 。
- 2016年9月17日特別篇《瀨戶內少年野球團》（朝日電視台），饰演 武藤弘樹。
- 2016年9月26日 TBS月曜名作劇場《天下御免トラック野郎 銀ちゃんの事件街道!》，饰演 奥原邦久
- 2016年12月《Doctor-X～外科医·大门未知子～4》（朝日電視台），饰演：王超。
- 2017年1月《偵探少女有紗的事件簿》（朝日電視台），饰演 長瀬勇作。
- 2017年4月《警視廳搜查一課長 season2（日语：警視庁・捜査一課長）》（朝日電視台），饰演 武藤弘樹。
- 2017年5月《松本清張歿後25年特別企劃『誤差』（日语：誤差 (松本清張)#2017年版）》，饰演 胡桃沢行則
- 2017年5月《賣房女子特別篇～房仲女王回來了》，饰演：中國人
- 2018年5月《行骗天下JP》，饰演：三隅
- 2024年1月《致光之君》，飾演：朱仁聰

#### 电影
- 2000年 日本东宝《午夜凶铃：貞相大白》饰演：丹波一彦 导演：鹤田法男
- 2008年 日本电影《流浪人》饰演：岩村洁 导演：栗山富夫※未公開作品
- 2016年 日本电影《HiGH&LOW THE RED RAIN》饰演：成瀬幸雄 导演：山口雄大

#### 主持/嘉宾节目
- 2004年1月 - skyperfecTV「你好!中国｣ -
- 2005年8月 - NHK「close up現代〜中国年轻人的真话〜通过日本演员的影响〜 -
- 2006年6月 - TBS「筑紫哲也 NEWS23｣「鬼子们的肖像　～政冷経热的日中交流」
- 2007年1月13日 - NHK-BS1｢first・japanese｣(25分钟的特集) -
- 2007年4月 - 7月 - NHK「中国话会话」(出演) -
- 2008年1月5日 - 大阪毎日放送电视台｢せやねん!｣(30分钟的特集) -
- 2008年8月 - 大阪読売电视台　YTV・SMG共同制作节目「応援しまっせ!2010上海万博｣(主持)
- 2008年12月14日 - WOWOW纪录片「QUEST-探求者们-」（60分钟的特集）-
- 2010年11月 - 富士电视台カスペ!「大家的教科SHOW｣ -
- 2011年10月19日和26日，2012年1月5日と17日 - 富士电视台系｢日中韓!友好TV｣
- 2012年5月15日 - 富士电视台｢友好TV〜日中韓！SP(3)｣
- 2012年6月3日 - TBS系｢N studio礼拜天版“在中国最著名的日本人的想法?”｣
- 2012年10月27日 - NHK総合｢NHK海外Network“中国特集”｣
- 2012年11月2日 - 共同通信社“日中友好的决心”
- 2013年4月28日 - NHK大阪 「关西人物file 迷上亚洲!＜新＞」「大陸一のいちびり俳優」
- 2013年5月26日 - 7月26日- 日本电视台NTV 新闻节目『真相报道バンキシャ』、『news every』、『news ZERO』（三个节目都是特集）
- 2015年1月2日 - NHK BS-1《关口知宏的在亚洲生活的窍门》

### 获奖/活动/出版
- 2006年10月 - 纪录片「反日」采访出演
- 2011年6月 -《日中交流事業　日本电影・日本动画片festival》(主持)
- 2011年9月30日 - 自传｢大陆俳优｣（吉本books出版）
- 2012年9月18日 - 内阁官房国家战略会议“在世界发信『日本』的日本人”获了感谢状
- 2012年9月‐『在中国的108个人的日本人 我们在中国生活的理由』（阪急communications出版）
- 2012年9月 - 《日中交流博覧会Week 2012》（嘉宾）
- 2013年9月 - 日本Video Research 中国的艺人形象調査　男性艺人部门第一名
- 2014年1月 - 中日友好成人仪式 （特別嘉宾）
- 2014年9月 -日本Video Research 中国的艺人形象調査　男性艺人部门第一名
- 2015年1月 - 中日友好成人仪式 （特別嘉宾）
- 2016年2月20日 - 獲日本外務大臣獎[4]